# Alastair Galbraith
Alastair Galbraith (Dunedin, 28 ottobre 1965) è un musicista neozelandese.

## Biografia
A sei anni iniziò a prendere lezioni di violino e, all'età di 10 anni, a cantare in un coro; a 15 anni assistette a un concerto dei The Clean e, da loro ispirato, fondò un proprio gruppo rock con un suo compagno di scuola, Robbie Muir, chiamandolo "Doppelganger", che poi, con Nicholas Neill e Mathew Ransome e, ancora più tardi, con anche Jeff Harford, divenne noto come The Rip. Il gruppo pubblicò fra il 1985 e il 1986 due EP, A Timeless Piece e Stormed Port. In questo periodo suonarono dal vivo in Nuova Zelanda aprendo i concerti per gruppi locali come The Stones e Sneaky Feelings e divenendo noti come "The Band that Opened for Everyone Else's Band" a Dunedin; dopo circa sessanta concerti il gruppo si sciolse. Conclusa l'esperienza con il gruppo, venne chiamato a suonare il violino con i The Bats, un altro gruppo rock di Dunedin che si era formato nei primi anni ottanta.
Nel 1988 pubblicò una prima raccolta di brani a suono nome, Hurry on Down, prodotta dalla neonata etichetta neozelandese Xpressway in formato cassette che non ebbe però molto successo; nel 1989 pubblicò sempre con la Xpressway un singolo split con Graeme Jefferies, Timebomb, registrato però tre anni prima. Maggior successo ebbe con il gruppo fondato con David Mitchell dei The 3D's alla chitarra e Peter Jefferies alla batteria, Plagal Grind, che pubblicò però un solo EP omonimo nel 1990. Sia questo EP che il precedente singolo e il secondo EP di The Rip vennero poi pubblicati a suo nome nella raccolta Seely Girn pubblicata nel 1993 dalla Feel Good All Over Records. Con la pubblicazione dell'EP Gaudylight nel 1991 raggiunse un certo successo che lo accreditò come autore originale. Nel 1992 costituì con Bruce Russell dei The Dead C e con il batterista Peter Stapleton il gruppo A Handful of Dust con il quale pubblicò durante gli anni novanta e gli anni duemila una dozzina di album. Contemporaneamente a questa collaborazione continuò a pubblicare album come solista come, nel 1995, Talisman,  e, nel 1998, Mirrorwork, che vennero ben accolti dalla critica.
Nel 1998, dalla collaborazione con il musicista d'avanguardia Matt De Gennaro, venne pubblicato un album, Wire Music, al quale seguì l'anno successivo un nuovo album solista, Cry, pubblicato negli USA dalla Emperor Jones Records. Durante gli anni duemila continuò a collaborare con Matt De Gennaro con il quale pubblicò nel 2002 Long Wires in Dark Museums e, nel 2006, From The Dark (South Island) - Long Wires in Dark Museums Vol. 2. Dalla collaborazione col musicista Constantine Karlis viene pubblicato nel 2003 l'album Radiant.

## Discografia
Long playing
- 1988 - Hurry on Down
- 1993 - Morse
- 1995 - Talisman
- 1998 - Mirrorwork (originariamente intitolato Way Back Out)
- 2000 - Cry
- 2007 - Orb
- 2010 - Mass

Singoli ed EP
- 1989 - Timebomb (singolo split con Graeme Jefferies)
- 1991 - Gaudylight
- 1994 - Intro Version
- 1994 - Cluster
- 1995 - Tae Keening  (singolo split con Demarnia Lloyd)
- 1995 - Orange Raja, Blood Royal (EP pubblicato come "The Mountain Goats and Alastair Galbraith")
- 1996 - Postal / For Free (singolo split con Minimum Chips)